# Patricia Albjerg Graham
Patricia Albjerg Graham (* 9. Februar 1935 in Lafayette, Indiana) ist eine US-amerikanische Wissenschaftshistorikerin an der Harvard University. Sie ist vor allem für ihre Arbeiten zur Geschichte der Pädagogik und ihr Engagement für die Ausbildung benachteiligter Minderheiten bekannt.
Graham erwarb 1955 an der Purdue University einen Bachelor in Englisch und 1957 ebendort einen Master, 1964 an der Columbia University einen Ph.D. in Pädagogikgeschichte. Ab 1955 war sie Lehrerin an verschiedenen Highschools in Virginia und New York City, ab 1965 war sie Direktorin für Ausbildung am Barnard College in New York City. 1974 erhielt Graham eine Professur an der Harvard University und wurde Vizepräsidentin des Radcliffe College. Vorherige akademische Stationen waren die Indiana University Bloomington (1965/1966), die Northern Michigan University (Gastprofessur 1972) und die Columbia University (1965–1974). 2006 wurde sie emeritiert.
Von 1977 bis 1979 war Graham Direktorin des National Institute of Education (berufen von US-Präsident Jimmy Carter), von 1985 bis 1989 Präsidentin der National Academy of Education, von 1982 bis 1991 als erste Frau Dekanin einer Harvard-Fakultät, nämlich der Harvard Graduate School of Education. Von 1991 bis 2000 war sie Präsidentin der Spencer Foundation, einer gemeinnützigen Stiftung, die Erziehungsforschung fördert.
1972 erhielt Graham ein Guggenheim-Stipendium. 1988 wurde sie in die American Academy of Arts and Sciences gewählt, 1999 in die American Philosophical Society. Graham hält 17 Ehrendoktorate verschiedener Universitäten und Colleges, darunter eines der Harvard University (2015) und eines der Central European University (2016).
Sie war seit 1955 mit dem Wissenschaftshistoriker Loren Graham (1933–2024) verheiratet, das Paar hat eine Tochter.

## Schriften (Auswahl)
- Progressive Education: From Arcady to Academe, 1967
- Women in Higher Education (Hrsg. mit  W. Todd Furniss), 1974
- Community and Class in American Education, 1974
- S.O.S.: Sustain Our Schools, 1992
- mit R. Lyman und M. Trow: Accountability of Colleges and Universities, 1995
- mit N. Stacey: The Knowledge Economy and Postsecondary Education 2002
- Schooling America: How the Public Schools Meet the Nation's Changing Needs, 2005